# Fort Farell
|  | «Gegant del Pi» redirigeix aquí. Vegeu-ne altres significats a «Gegants del Pi». |

En Fort Farell, conegut també amb el nom del Gegant del Pi, és el més popular gegant de la mitologia catalana. Això es deu principalment a la fama que va assolir, puix que va anar absorbint llegendes que originàriament pertanyien a altres gegants.
S'explica que era nascut a Caldes de Montbui, a una masia que es deia Can Farell però de tan fort que era tothom li deia Fort Farell. Era tan alt i gros que de vegades feia servir un pi com a bastó per caminar, d'aquí li vingueren els sobrenoms.

## Llegendes
És sabut que quan estava assedegat, s'acostava al riu Mogent i s'empassava tota l'aigua que duia d'un sol glop, de manera que riu avall feia l'efecte que s'havia assecat de sobte.
Era pagès i un dia, mentre sembrava, un viatger li demanà per un camí i, de tan gros i fort com era, va aixecar els bous i l'arada per assenyalar-li'l.
S'explica que quan en Colom va anar a Barcelona de tornada del seu viatge de les Amèriques ho va fer acompanyat d'uns indis negres enormes que van deixar meravellats els Reis Catòlics. Els catalans, però, van dir que no estaven pas tan impressionats, ja que ben a la vora hi havia un home que era més gros que tots aquells indis. Com que els presents no s'ho creien, el van avisar i en arribar volien que pagués la taxa de llenya, atès que no hi havia deixat el pi, però ell se'n va desempallegar llençant-lo per sobre de la muralla sense cap esforç. Per demostrar com n'era de superior al negre portat per en Colom, el va agafar tot cridant: "Aparteu-vos, gent d'Amèrica, que allí on caurà tot ho aixafarà!", i a força de músculs el va llançar amb tanta força que el negre va arribar fins a les Amèriques.
Una altra llegenda explica que en assabentar-se que Barcelona, la ciutat Pubilla de Catalunya, havia caigut sota el poder dels moros es va enrabiar tant que va arrencar un pi de soca-rel i amb unes poques passes es va plantar davant de la ciutat. Tot seguit va demanar al moro que governava la ciutat, popularment conegut com el Gegant de la Ciutat, de lluitar-hi, i ho varen fer. El va guanyar d'un cop de pi ben clavat, i així va quedar alliberada la ciutat.
Hi ha una cançó molt popular que ho narra. La primera estrofa explica com s'acosta el Gegant del Pi a la ciutat i la segona com el Gegant de la Ciutat se n'escapa corrents per les teulades de Barcelona:
| « | El Gegant del Pi, ara balla, ara balla, el Gegant del Pi, ara balla pel camí. El Gegant de la Ciutat, ara balla, ara balla, el Gegant de la Ciutat, ara balla pel Terrat. | » |

També diuen que abans de tornar a casa en Fort Farell va parar a descansar a Collserola i durant la nit, mentre dormia, va fer tant de fred que es va quedar petrificat. Si hom s'hi fixa, encara és possible veure-hi el seu perfil.